# ★★★のスペシャリテ
『★★★のスペシャリテ』（三ツ星（みつぼし）のスペシャリテ）は、谷古宇剛による日本の漫画作品。『週刊少年サンデー』（小学館）にて2008年30号から2009年30号（第49話）まで連載され、第50話以降はクラブサンデーに移行して2009年7月17日より10月23日まで連載された。フランス料理を題材とした料理・グルメ漫画である。

## あらすじ
主人公、中原三星は定時制に通う高校生。入院している母のためにバイトに明け暮れる毎日を送っていたが、ある日、自分のやりたい事を見つけなさいとの母の助言を受ける。それでもやりたいことは見つからず、いつも通りに働くために五ツ星ホテル「東京帝都ホテル」を訪れたところ、別人と間違われて超一流のフランス料理レストラン「シャトー・ド・レクレール」の料理場へ案内されてしまう。フランス料理に関して素人同然の三星は、意地悪な先輩に無理難題を吹っかけられるが、持ち前の記憶力でピンチを切り抜けてしまう。結局その場は人間違いだったことが分かり、追い出されてしまったが、三星はフランス料理に何かを見出し、目標もなくただバイトに明け暮れるだけだった人生に一条の光が差す。ここから、三星の料理人人生が始まる。

## 登場人物
中原三星（なかはら みつぼし） 　
主人公。都立明花（みょうか）高校の定時制に通っていたが、レクレールへの就職を機に中退。父親を亡くしており、病弱で入院中の母を助けるために、日々バイトに明け暮れている。お調子もので荒くれで負けず嫌いな所があるが、人付き合いはよく、地元の商店街ではよく働いてくれるため人気者。記憶力が非常に優れており、何年も昔の細かい事でもハッキリと記憶している。将来のことについては特に何も考えておらず、特に目標もなくバイトに明け暮れ働くような日常を送っていた。そんなある日、偶発的な要因からフランス料理と出会い、レクレールで料理人修業をすることになる。
寿舞子（ことぶき まいこ）
ヒロイン。三星の幼馴染で、寿米穀店の娘。気が強い性格。フランス料理には少々詳しい。三星を気に入っている父親からは嫁になってやれと言われているが、断わっている。
中原千代子（なかはら ちよこ）
三星の母親。病弱で入院している。父を亡くし、バイトに明け暮れ、特に人生の目標を持たず適当にいい会社に入ればいいと考えている三星を心配し、自分のやりたい事を見つけるように諭す。自分の病気のせいで三星に迷惑を掛けている事を申し訳なく思っている。三星が料理人としての道を歩み始めた後は、優しく見守っている。
金光豊（かねみつ ゆたか）
東京帝都ホテルの下っ端料理人。眼鏡をかけた、意地の悪い人相の男。関西出身で、そのため関西弁で喋る。父親は関西で大規模レストランチェーンを経営している。そのため将来父のレストランチェーンを継ぐという目標を持っており、その勉強をする為に東京帝都ホテルにやってきた。人違いでやって来た三星を別人と勘違いして意地悪をするも、三星の記憶力による思い付きで逆境を突破され、ショックを受ける。他の人よりコック帽が長い。
ミシェル・ギャバン
三星と同い年の青年。「シャトー・ド・レクレール」の腕利き料理人。アントレ（前菜）を担当。フランス料理に対して強いこだわりと愛情を持っており、そのため他の料理人には非常に厳しい。日本語がまだ不自由なのか、言葉の端々にカタカナが混じる。
アラン・ポワロ
「シャトー・ド・レクレール」のシェフ（料理長）。フランス料理界最高の栄誉、M・O・Fの称号を持つ初老の男。三星には何度か道案内で助けられている。料理人にして欲しいという三星の熱意を認め、チャンスとして雇うための試練を出す。

## 単行本
1. 2009年1月16日発売 ISBN 9784091215765
2. 2009年3月18日発売 ISBN 9784091216366
3. 2009年6月18日発売 ISBN 9784091220233
4. 2009年8月18日発売 ISBN 9784091217240
5. 2009年11月18日発売 ISBN 9784091218896
6. 2010年2月18日発売 ISBN 9784091221506